# 曾山古寺
曾山古寺，位于中国广东省汕头市潮阳区金浦街道梅东村，现为潮阳区文物保护单位，类型为古建筑，公布时间为1997年4月9日。
曾山古寺的历史年代为宋代。